# كينان كامبا
كينان كامبا (بالإنجليزية: Keenan Kampa)‏ (مواليد 3 فبراير 1989) ممثلة وراقصة بالية أمريكية، أصبحت أول أمريكية تنضم لفرقة ماريانسكي لبالية في عام 2012. شاركت في الإستعراض الراقص مع الفرقة في بحيرة البجع ثري دي على مسرح ماريانسكي (2013)، لكنها تركت مكانها في الفرقة وراء سعيها للمشاركة في بطولة الفيلم الرمانسية الاستعراضي وتر عالي (2016).

## روابط خارجية
- كينان كامبا على موقع IMDb (الإنجليزية)
- كينان كامبا على موقع روتن توميتوز (الإنجليزية)
- كينان كامبا على موقع أول موفي (الإنجليزية)
- كينان كامبا على موقع قاعدة بيانات الفيلم (الإنجليزية)